# M1 (metro van Kopenhagen)
De M1 is een lijn van de metro van Kopenhagen die op de kaarten is weergeven met de kleur groen.

## Route
De lijn is 13,7 kilometer lang waarvan 6 ondergronds. Van de 15 stations liggen er zeven ondergronds en de totale reistijd is 22 minuten. Het westelijke eindpunt ligt bij Station Vanløse in het gelijknamige stadsdeel Vanløse. Hier vandaan loopt de lijn in oostelijke richting bovengronds tot de tunnelingang bij Fasanvej. Daarna volgt een tunnel onder het centrum tot Islands Brygge. Ten zuiden van Islands Brygge ligt de lijn weer bovengronds tot het eindpunt Vestamager in stadsdeel Ørestad. Het deel Vanløse en Christianshavn wordt samen bereden met lijn M2 die daar verder naar het oosten loopt. De werkplaats en het depot voor de lijnen M1 en M2 ligt tussen de metrostations Ørestad en Vestamager aan de oostzijde van de lijn. Treinen die uit het noorden in Vestamager aankomen rijden na het uitstappen van de reizigers via een lus de werkplaats in.

## Geschiedenis
Lijn M1 werd op 19 oktober 2002 geopend tussen Nørreport en Vestamager. Op 29 mei 2003 volgde de verlenging naar Frederiksberg en op 12 oktober 2003 volgde de verlenging tot Vanløse. Dit laatste betreft een ombouw het S-tog traject uit Frederiksberg naar het westen, via Fasanvej (voorheen Solbjerg) en Lindevang naar Vanløse.   

## Stations
Dit is een overzicht van de stations van lijn M1, tussen haakjes staan de eventuele oude namen van de stations. 
| Station                 | Gemeente      | Overstappunt | Foto * | Type           | Geopend         | Tariefzone |
| ----------------------- | ------------- | ------------ | ------ | -------------- | --------------- | ---------- |
| Vanløse                 | Kopenhagen    |              | 1 !    | Maaiveld       | 12 oktober 2003 | 2          |
| Fintholm                | Frederiksberg |              | 2 !    | Viaductstation | 24 januari 2004 | 2          |
| Lindevang               | Frederiksberg |              | 3 !    | Talud          | 12 oktober 2003 | 2          |
| Fasanvej (Solbjerg)     | Frederiksberg |              | 4 !    | Kuip           | 12 oktober 2003 | 2          |
| Frederiksberg           | Frederiksberg |              | 5 !    | Kuip           | 29 mei 2003     | 2          |
| Forum                   | Frederiksberg |              | 6 !    | Kuip           | 29 mei 2003     | 2          |
| Nørreport               | Kopenhagen    |              | 7 !    | Kuip           | 19 oktober 2002 | 1          |
| Kongens Nytorv          | Kopenhagen    |              | 8 !    | Kuip           | 19 oktober 2002 | 1          |
| Christianshavn          | Kopenhagen    |              | 9 !    | Kuip           | 19 oktober 2002 | 1          |
| Islands Brygge          | Kopenhagen    |              | 10 !   | Kuip           | 19 oktober 2002 | 1          |
| DR Byen (Universitetet) | Kopenhagen    |              | 11 !   | Viaductstation | 19 oktober 2002 | 1 & 3      |
| Sundby                  | Kopenhagen    |              | 12 !   | Viaductstation | 19 oktober 2002 | 3          |
| Bella Center            | Kopenhagen    |              | 13 !   | Viaductstation | 19 oktober 2002 | 3          |
| Ørestad                 | Kopenhagen    |              | 14 !   | Viaductstation | 19 oktober 2002 | 3          |
| Vestamager              | Kopenhagen    |              | 15 !   | Viaductstation | 19 oktober 2002 | 3          |

- De soorteerwaarde van de foto's is de ligging langs de lijn